# Трегалаза
Трегалаза, также α,α-трегалаза, α,α-глюкогидролаза — гидролитический фермент (КФ 3.2.1.28) из семейства гликозидазы (класс гидролазы), катализирующий процесс расщепления α(1→1) гликозидной связи посредством гидролиза молекулы дисахарида — трегалозы:
{\displaystyle {C_{12}H_{22}O_{11}+H_{2}O=2C_{6}H_{12}O_{6}}}.
Трегалоза и молекула воды служат субстратами.
Результатом реакции является образование эквимолярного количества молекул α-D-глюкозы и β-D-глюкозы. Трегалаза локализована в щёточной каёмке слизистой тонкого кишечника, где происходит интенсивный процесс деградации углеводов.
Фермент был обнаружен во многих живых организмах. У человека, ген кодирующий данный фермент — TREH, локализован на 11-й хромосоме.